# Московська об'єднана електромережева компанія
ПАТ «Московська об'єднана електромережева компанія» (скор. ПАТ «МОЕСК») — одна з найбільших розподільних електромережних компаній Росії. Була утворена 1 квітня 2005 року у результаті розділу «Мосенерго». Спочатку називалася «Московська обласна електромережева компанія», з 26 червня 2006 року має нинішню назву. 

## Електромережеве господарство
ПАТ «МОЕСК» надає послуги з передачі електричної енергії та технологічного приєднання споживачів до електричних мереж на території Москви і Московської області. Територія обслуговування - 46 892 кв. км. Число клієнтів компанії перевищує 17 млн чоловік, що складає більше 96% споживачів міста Москви і 95% Московської області.
«Московська об'єднана електромережева компанія» має в своєму розпорядженні 607 високовольтних підстанцій, 28,1 тис. Трансформаторних підстанцій розподільних мереж, 65,5 тис. км повітряних ліній електропередачі, 71,9 тис. Км кабельних ліній електропередачі.
Встановлена трансформаторна потужність підстанцій компанії - 44,5 тис. МВА, встановлена трансформаторна потужність розподільних мереж - 21,2 тис. МВА.